# ولیک ستنیک
ولیک ستنیک (به لاتین: Velike Sotnice) یک منطقهٔ مسکونی در بوسنی و هرزگوین است که در Kiseljak واقع شده‌است.